# سرود ملی لسوتو
سرود ملی لسوتو با نام «لسوتو، سرزمین پدران ما» (به زبان سوتو: *Lesōthō Fatše La Bo-Ntat'a Rōna*)، سرود رسمی کشور لسوتو است که در سال ۱۹۶۷ به‌طور رسمی پذیرفته شد. متن اصلی این سرود توسط دو مبلغ مسیحی، فرانسوا کولیار (فرانسوی) و آدولف مابیل (سوئیسی) نوشته شد و موسیقی آن برگرفته از یک سرود مذهبی ساختهٔ فردیناند ساموئل لور در سال ۱۸۲۰ است.
نسخهٔ رسمی سرود فقط شامل بند اول و آخر از پنج بند اصلی است. متن کنونی آن بعدها توسط شاعر لسوتویی، جاشوا پولومو موهاپلوآ بازنویسی شد. این سرود معمولاً در مناسبت‌های رسمی و ملی، برنامه‌های دولتی و رویدادهای بین‌المللی اجرا می‌شود.

## تاریخچه
متن این سرود در ابتدا توسط دو مبلغ فرانسوی، فرانسوا کولیار و آدولف مابیل، نوشته شد و بر روی ملودی سرود مذهبی «Freiheit» (به معنای «آزادی») ساختهٔ آهنگ‌ساز سوئیسی فردیناند ساموئل لور در سال ۱۸۲۰ قرار گرفت.
این سرود حدود سال ۱۸۶۹، پس از سومین و آخرین جنگ‌های ایالت آزاد اورنج–باسوتو (۱۸۶۷–۱۸۶۸) معرفی شد و بخشی از مجموعه‌ای از سرودهای مذهبی و ترانه‌های کار بود. متن آن باسوتوها را به پذیرش مرزهایی که در توافق‌نامه علیوال نورث در سال ۱۸۶۹ میان بریتانیا و ایالت آزاد اورنج (بوئرها) تعیین شد، ترغیب می‌کرد.
اولین اجرای شناخته‌شدهٔ این سرود در سال ۱۸۷۰ و در یک مهمانی کاری برای رئیس باسوتو، مولاپو، انجام شد. در ابتدا، این ترانه بیشتر توسط کارگران کشاورزی خوانده می‌شد، اما تا اوایل قرن بیستم، مدارس میسیونری تحت نظارت انجمن مبلغان انجیلی پاریس آموزش این سرود را به دانش‌آموزان خود آغاز کردند. به‌مرور زمان، سرود کوتاه‌تر شد و فقط بند اول و پنجم آن آموزش داده می‌شد. همچنین، مبلغین مسیحی اجرای عمومی این سرود توسط دانش‌آموزان را در مراسم خاص سازمان‌دهی می‌کردند.
در اوایل قرن بیستم، این ترانه در مراسم رسمی به‌صورت غیررسمی مورد استفاده قرار گرفت و معمولاً پس از اجرای سرود ملی بریتانیا، "خدا نگهدار ملکه باد" خوانده می‌شد. تا دههٔ ۱۹۴۰، این ترانه به‌عنوان سرود ملی شناخته می‌شد. نسخه‌ای کوتاه‌شده شامل بندهای اول و پنجم که توسط آهنگ‌ساز و نویسندهٔ کرال، جاشوا پولومو موهاپلوآ، تنظیم شده بود، در ۱ ژوئن ۱۹۶۷، اندکی پس از استقلال رسمی کشور در ۴ اکتبر ۱۹۶۶، به‌عنوان سرود ملی رسمی لسوتو اعلام شد.

## متن

### متن کنونی
| متن سوتو | آوانویسی IPA | ترجمهٔ انگلیسی |
| --- | --- | --- |
| I Lesotho fatše la bo-ntat'a rona; Har'a mafatše le letle ke lona; Ke moo re hlahileng, Ke moo re holileng, Rea le rata. II Molimo ak'u boloke Lesotho, U felise lintoa le matšoenyeho; Oho fatše lena; La bo-ntat'a rona; Le be le khotso. | 1 [lɪ.sʊ.tʰʊ fɑ.t͡sʰɪ lɑ bɔn.tʼɑ.tʼɑ ʀʊ.nɑ] [hɑ.ʀɑ mɑ.fɑ.t͡sʰɪ lɛ lɪ.t͡ɬʼɛ kʼɪ lɔ.nɑ] [kʼɪ mɔ ʀɪ ɬɑ.ɦi.lɛŋ] [kʼɪ mɔ ʀɪ ɦʊ.di.lɛŋ] [ʀɪ.ɑ lɪ ʀɑ.tʼɑ] 2 [mʊ.di.mʊ ɑ.kʼɔ bʊ.lʊ.kʼɛ lɪ.sʊ.tʰʊ] [ʊ fɛ.di.sɛ din.tʼʊ̯ɑ lɪ mɑ.t͡sʰʊ̯ɛ.ɲɛ.ɦɔ] [ɔ.ɦɔ fɑ.t͡sʰɪ lɛ.nɑ] [lɑ bɔn.tʼɑ.tʼɑ ʀʊ.nɑ] [lɪ bɛ lɪ kʰɔ.t͡sʼɔ] | I لسوتو، سرزمین نیاکان ما، در میان کشورها زیباترین است. در آن‌جا زاده شدیم، در آن‌جا رشد کردیم، ما آن را دوست داریم. II خدایا، لسوتو را حفظ کن، جنگ‌ها و رنج‌ها را پایان بده. ای این سرزمین، سرزمین نیاکان ما، باشد که در آرامش باشد. |

### متن اصلی
| متن سوتو                              | ترجمهٔ انگلیسی                                            |
| ------------------------------------- | -------------------------------------------------------- |
| (بیت‌های کامل اول تا پنجم به سسوتو...) | (ترجمه انگلیسی شعر اصلی شامل بیت‌های کامل اول تا پنجم...) |